# Internationale Filmfestspiele von Cannes 2006
Die 59. Internationalen Filmfestspiele von Cannes wurden vom 17. Mai bis 28. Mai 2006 veranstaltet. Das Filmfestival wurde mit Ron Howards Thriller The Da Vinci Code – Sakrileg eröffnet und endete mit Tony Gatlifs Drama Transylvania. Insgesamt wurden 55 Filme aus 30 Ländern präsentiert, wobei 48 Produktionen ihre Welturaufführung feierten. Präsident der Jury war der chinesische Regisseur Wong Kar-wai. Die Filmfestspiele an der französischen Côte d’Azur gelten neben den Filmfestspielen von Venedig und der Berlinale als das weltweit bedeutendste und berühmteste Filmfestival. Sie finden seit 1946 jährlich im Mai in Cannes statt.

## Wettbewerb

### Wettbewerbsjury
Das Amt des Präsidenten der Wettbewerbsjury hatte in diesem Jahr der chinesische Regisseur Wong Kar-wai inne, der mit seinen Filmen selbst drei Mal im Wettbewerb des Filmfestivals vertreten war und der für das Romantikdrama Happy Together 1997 mit dem Regiepreis ausgezeichnet worden war. Das offizielle Poster des Festivals, die Silhouette einer Frau, die eine Treppe hinuntergeht, wurde seinem Film In the Mood for Love entnommen. Es stammt von Wing Shya, einem bekannten Hongkonger Fotografen, der bei Wong Kar-Wai für das grafische Design und Pressematerial zuständig ist.
Nachdem im Vorjahr die US-amerikanische Schriftstellerin Toni Morrison in die Jury berufen wurde, standen dem Präsidenten 2006 ausnahmslos Filmschaffende als Jurymitglieder zur Seite:
- Monica Bellucci – italienische Schauspielerin
- Helena Bonham Carter – englische Schauspielerin
- Lucrecia Martel – argentinische Regisseurin
- Zhang Ziyi – chinesische Schauspielerin
- Samuel L. Jackson – US-amerikanischer Schauspieler
- Patrice Leconte – französischer Regisseur
- Tim Roth – britischer Schauspieler und Regisseur
- Elia Suleiman – palästinensischer Regisseur

### Wettbewerbsfilme

#### Spielfilme

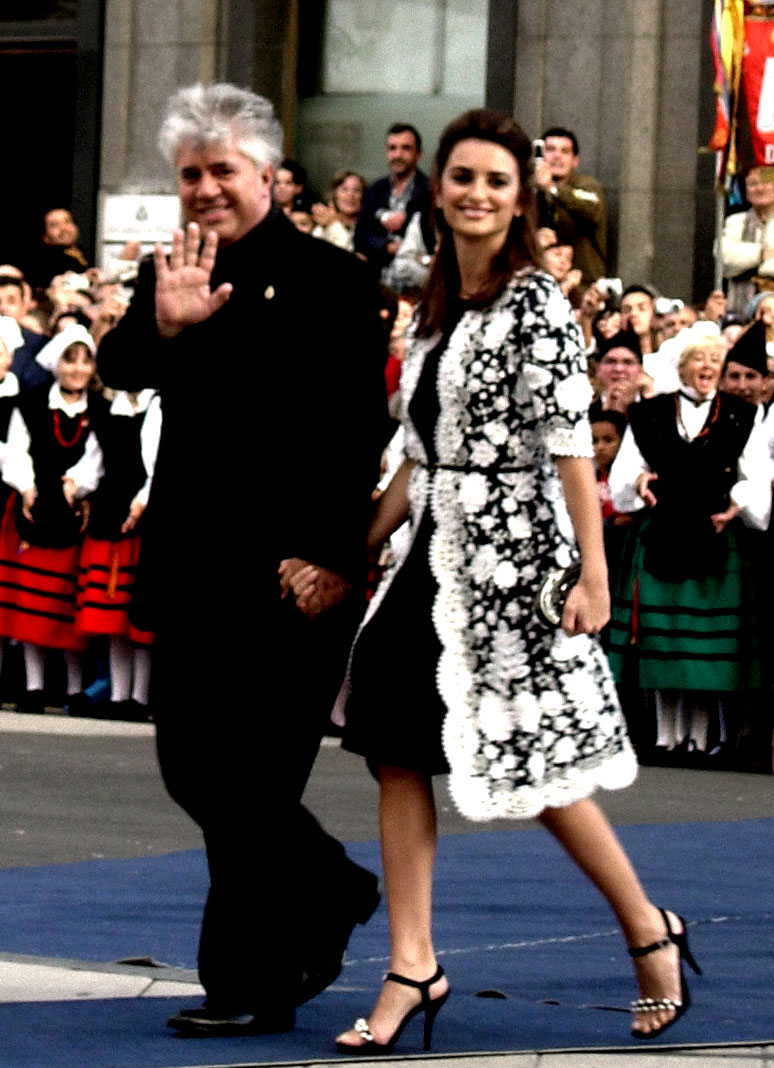
Pedro Almodóvar und Penélope Cruz

Im Wettbewerb der Filmfestspiele von Cannes befanden sich zwanzig Filme aus dreizehn Ländern. Als Favoriten galten im Vorfeld die Produktionen der Regisseure Pedro Almodóvar (Spanien), Sofia Coppola (USA), Aki Kaurismäki (Finnland) und Nanni Moretti (Italien). Der Oscar-Preisträger Pedro Almodóvar war nach Alles über meine Mutter (1999, Beste Regie, Preis der Ökumenischen Jury) zum zweiten Mal mit einem Film an der Côte d’Azur vertreten. In der Abenteuer-Komödie Volver – Zurückkehren kehrt Hauptdarstellerin Carmen Maura nach ihrem Tod als Geist in ihr Heimatdorf zurück und hält schützend die Hand über ihre Töchter und Enkel. Die US-Amerikanerin Sofia Coppola, die bei der Oscarverleihung 2004 den Academy Award für ihr Filmskript zu Lost in Translation gewann, debütiert mit ihrer historischen Filmbiographie Marie Antoinette an der Croisette, der palmenbestandenen Strandpromenade Cannes. In der Titelrolle der französischen Königin ist die US-amerikanische Schauspielerin Kirsten Dunst zu sehen. Aki Kaurismäki war zum dritten Mal im Wettbewerb vertreten und beendete mit Lichter der Vorstadt seine Filmtrilogie über Heimatlosigkeit, die er mit den in Cannes vertretenen Filmen Wolken ziehen vorüber (1996, Preis der ökumenischen Jury) und Der Mann ohne Vergangenheit (2002, Großer Preis der Jury, Preis der ökumenischen Jury) begonnen hatte. Der Italiener Nanni Moretti gewann 2001 den Wettbewerb mit seinem Drama Das Zimmer meines Sohnes. Sein Film Der Italiener (Il Caimano) handelt von Italiens abgewähltem Ministerpräsidenten Silvio Berlusconi.
Zum erweiterten Favoritenkreis zählte der Schauspieler und Regisseur Xavier Giannoli mit Chanson d’Amour, in dem Cécile de France und Gérard Depardieu die Hauptrollen spielen. Der Franzose war 1998 bereits mit der Goldenen Palme für seinen Kurzfilm L’Interview ausgezeichnet worden. Ebenfalls Chancen eingeräumt wurden dem mexikanischen Regisseur Alejandro González Iñárritu. In seinem Drama Babel berichtet er von drei Geschichten, die sich in Marokko, Tunesien, Mexiko und Japan abspielen. Iñárritu beendete damit seine Trilogie zum Thema Gewalt, Tod und menschliche Abgründe, die er mit Amores Perros (2000) und 21 Gramm (2003) begonnen hatte. Der britische Regisseur Ken Loach war mit dem Kriegsdrama The Wind That Shakes the Barley, in dem er einen Blick auf die Republikaner im frühen 20. Jahrhundert in Irland wirft, bereits zum elften Mal beim Filmfestival vertreten. Jüngster Regisseur mit dreißig Jahren war der US-Amerikaner Richard Kelly mit Southland Tales. In seinem Science-Fiction-Film erzählt der Macher von Donnie Darko (2001) von einer 4.-Juli-Feier im Los Angeles des Jahres 2008.
Ein deutscher Film war 2006 nicht im Wettbewerb vertreten. 2004 hatte Hans Weingartners hochgelobtes Werk Die fetten Jahre sind vorbei mit Daniel Brühl und Julia Jentsch in den Hauptrollen um die Goldene Palme konkurriert. Es war die erste deutsche Beteiligung seit elf Jahren gewesen. Im vergangenen Jahr hatte der Gewinner der Goldenen Palme von 1984, Wim Wenders (Paris, Texas), mit seinem Drama Don’t Come Knocking ohne Erfolg im Wettbewerb konkurriert. „Die Nichtpräsenz des deutschen Films in Cannes macht deutlich, dass Berlin und Cannes sich immer noch im Kalten Krieg befinden“, so der deutsche Regisseur Volker Schlöndorff gegenüber dem Tagesspiegel, der mit seinem Statement auf die Filmfestspiele von Cannes und die deutsche Berlinale als konkurrierende Filmfestivals hinwies. Schlöndorff, der 1979 mit seiner Oscar-prämierten Romanverfilmung Die Blechtrommel als erster deutscher Regisseur in Cannes den Wettbewerb gewonnen hatte, war mit seinem Drama Strajk – Die Heldin von Danzig von der Auswahlkommission abgelehnt worden. Die Produktion mit Katharina Thalbach und Andrzej Chyra in den Hauptrollen handelt von der Streikbewegung von Arbeiterinnen und Arbeitern im Sommer 1980 in Polen, aus der die polnische Gewerkschaft Solidarność hervorging.
| Filmtitel                       | Regisseur                   | Produktionsland        | Darsteller (Auswahl)                                 |
| L’Amico di famiglia             | Paolo Sorrentino            | Italien                | Luigi Angelillo, Fabrizio Bentivoglio, Clara Bindi   |
| Babel                           | Alejandro González Iñárritu | USA                    | Cate Blanchett, Brad Pitt, Gael García Bernal        |
| Cronica de una fuga             | Adrián Caetano              | Argentinien            | Rodrigo De la Serna                                  |
| Der Italiener                   | Nanni Moretti               | Italien                | Silvio Orlando, Margherita Buy, Jasmine Trinca       |
| Fast Food Nation                | Richard Linklater           | USA                    | Patricia Arquette, Ethan Hawke und Greg Kinnear      |
| Flandres                        | Bruno Dumont                | Frankreich             | Samuel Boidin, Adélaïde Leroux, Henry Cretel         |
| Iklimler                        | Nuri Bilge Ceylan           | Frankreich, Türkei     | Ebru Ceylan, Nuri Bilge Ceylan, Nazan Kirilmis       |
| Indigènes                       | Rachid Bouchareb            | Frankreich             | Bernard Blancan, Sami Bouajila, Jamel Debbouze       |
| Juventude Em Marcha             | Pedro Costa                 | Portugal               | Ventura, Vanda Duarte, Beatriz Duarte                |
| Lichter der Vorstadt            | Aki Kaurismäki              | Finnland               | Janne Hyytiäinen, Maria Heiskanen, Maria Järvenhelmi |
| Marie Antoinette                | Sofia Coppola               | USA                    | Kirsten Dunst, Jason Schwartzman, Rip Torn           |
| Pans Labyrinth                  | Guillermo del Toro          | Mexiko, Spanien, USA   | Ivana Baquero, Doug Jones, Sergi López               |
| Chanson d’Amour                 | Xavier Giannoli             | Frankreich             | Cécile de France, Gérard Depardieu                   |
| La Raison du plus faible        | Lucas Belvaux               | Frankreich             | Natacha Régnier, Éric Caravaca, Lucas Belvaux        |
| Red Road                        | Andrea Arnold               | UK                     | Andrew Armour, Nathalie Press                        |
| Selon Charlie                   | Nicole Garcia               | Frankreich             | Jean-Pierre Bacri, Vincent Lindon, Benoît Magimel    |
| Southland Tales                 | Richard Kelly               | USA                    | The Rock, Seann William Scott, Sarah Michelle Gellar |
| Summer Palace                   | Lou Ye                      | China                  | Lei Hao, Xiagong Duo, Lingling Hu                    |
| Volver – Zurückkehren           | Pedro Almodóvar             | Spanien                | Penélope Cruz, Carmen Maura, Lola Dueñas             |
| The Wind That Shakes the Barley | Ken Loach                   | Frankreich, Irland, UK | Cillian Murphy, Pádraic Delaney, Liam Cunningham     |

#### Kurzfilme und Reihe Cinéfondation
Im Wettbewerb um die Trophäe für den besten Kurzfilm des Festivals befanden sich zehn Produktionen, darunter auch der britische Beitrag Film Noir von Osbert Parker. Der nur dreiminütige Kurzfilm hatte sich bei den British Academy Film Awards 2006 der polnischen Produktion Sztuka spadania (2004) von Jarek Sawko, Piotr Sikora und Tomasz Bagiński geschlagen geben müssen. In der Reihe Cinéfondation werden sechzehn Kurzfilme präsentiert, von fünf Minuten (Elastinen Parturi von Milla Nybondas) bis 51 Minuten (Ha'chavera Shell Emile von Nadav Lapid). Der Wettbewerbsjury, die Filme beider Sparten prämiert, gehören die Schauspieler Sandrine Bonnaire und Daniel Brühl, die Regisseure Souleymane Cissé und Tim Burton, sowie Filmkomponist Zbigniew Preisner an. Der Juryvorsitz als Präsident obliegt dem russischen Drehbuchautor und Regisseur Andrei Konchalovsky.
| Originaltitel     | Regisseur                      | Produktionsland       | Länge   |
| Banquise          | Claude Barras und Cédric Louis | Schweiz               | 7 Min.  |
| Conte de quartier | Florence Miailhe               | Kanada und Frankreich | 15 Min. |
| Film Noir         | Osbert Parker                  | UK                    | 3 Min.  |
| Monstro, O        | Eduardo Valente                | Brasilien             | 13 Min. |
| Nature’s Way      | Jane Shearer                   | Neuseeland            | 10 Min. |
| Ongeriewe         | Robin Kleinsmidt               | Südafrika             | 15 Min. |
| Poyraz            | Belma Baz                      | Türkei                | 13 Min. |
| Primera nieve     | Pablo Agüero                   | Argentinien           | 15 Min. |
| Sexy Thing        | Denie Pentecost                | Australien            | 14 Min. |
| Sniffer           | Bobbie Peers                   | Norwegen              | 10 Min. |

## Preisträger

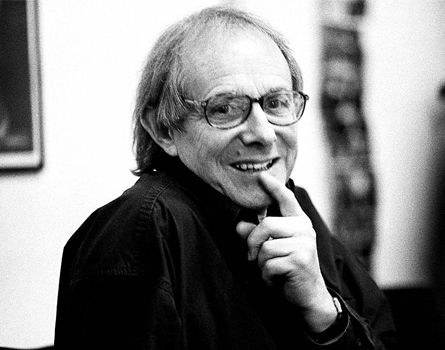
Ken Loach

- Goldene Palme (Palme d’or) für den besten Film: The Wind That Shakes the Barley von Ken Loach
- Goldene Palme (Palme d’or) für den besten Kurzfilm: Sniffer von Bobbie Peers
- Große Preis der Jury (Grand prix du jury): Flandres von Bruno Dumont
- Jurypreis: Red Road von Andrea Arnold
- Beste Regie: Alejandro González Iñárritu (Babel)
- Bester Darsteller: Bernard Blancan, Sami Bouajila, Jamel Debbouze, Samy Naceri und Roschdy Zem für Indigènes
- Beste Darstellerin: Yohana Cobo, Penélope Cruz, Lola Dueñas, Chus Lampreave, Carmen Maura und Blanca Portillo für Volver – Zurückkehren
- Bestes Drehbuch: Pedro Almodóvar (Volver – Zurückkehren)
- Kurzfilm-Jurypreis: Primera nieve von Pablo Agüero
- Besondere Erwähnung (Kurzfilm): Conte de quartier von Florence Miailhe
- SACD-Drehbuchpreis: Pingpong, Debütwerk von Matthias Luthardt und Meike Hauck

## Filme außerhalb des Wettbewerbs
Zu den Filmproduktionen, die außerhalb des Wettbewerbs um die Goldene Palme gezeigt wurden, gehörte der Eröffnungsfilm The Da Vinci Code – Sakrileg mit Tom Hanks und Audrey Tautou in den Hauptrollen. Der Film basiert auf dem gleichnamigen Roman von Dan Brown. Neben Tony Gatlifs Abschlussfilm Transylvania waren noch der dritte Teil der X-Men-Trilogie von Brett Ratner, X-Men: Der letzte Widerstand, der Dokumentarfilm Une équipe de rêve über ein Wiedersehen der ehemaligen Mitschüler Zinédine Zidanes aus seiner Zeit im Fußballinternat des AS Cannes, sowie Paul Greengrass’ Drama Flug 93 zu sehen. Letzterer Film nimmt sich als erste Kinoproduktion überhaupt den Terroranschlägen am 11. September 2001 in den USA an und schildert die Geschehnisse im vierten Flugzeug, das sein Ziel nie erreichte und in Pennsylvania abstürzte. Aufgrund verstörter Kinobesucher hatten mehrere US-amerikanische Kinos den Filmtrailer aus ihrem Programm herausgenommen.

## Weitere Filmfestspiele 2006
- Internationale Filmfestspiele Berlin 2006
- Internationale Filmfestspiele von Venedig 2006